# 栄毗
栄 毗（えい ひ、生没年不詳）は、中国の隋の政治家。字は子諶。本貫は右北平郡無終県。兄は栄建緒。

## 経歴
栄権の子として生まれた。北周に仕え、漢王記室を初任とし、内史下士に転じた。
隋の開皇年間、殿内監に累進した。華陰に盗賊が多く、優れた官吏を対処に当たらせることとなり、楊素が栄毗を華州長史に推薦した。華陰に楊素の土地や邸宅が多くあり、楊素の部下たちが好き放題にふるまっていたので、栄毗は法によってかれらを捕縛し、容赦することがなかった。栄毗が朝廷に召集されたとき、楊素が「わたしが卿を推薦したのは、自分を罰するためだったようだ」と栄毗に言った。栄毗は「法を守ること一心であり、ただ公に重ねて推薦されるのを恐れるだけです」と答えた。楊素は「さきにいったのは戲れだ。卿が法を守ることはわたしの望みでもある」と笑って言った。
ときに晋王楊広が揚州にいて、長安の情勢を探らせるために、張衡を派遣して道筋に馬坊を置き、牧畜を名分としながら、実際には私に人を養わせていた。州県はあえてこの違法な命令に従ったが、栄毗はひとり従わなかった。文帝はこのことを聞いて栄毗を賞賛し、栄毗は蒲州司馬に転じた。
604年、漢王楊諒が乱を起こすと、河東の豪傑たちは楊諒に呼応したので、蒲州刺史の丘和は関中に遁走した。蒲州長史の高義明が「河東は要害で、国の東門であり、もしここが失陥すれば、たいへんな難儀となるだろう。城中は恐ろしい空気だが、全員が叛いているわけではない。主だった叛乱者十数人を斬り捨てて、落ちつかせるだけだ」と栄毗に言うと、栄毗は肯いた。高義明は馬を走らせて丘和を追い、対策を協議しようとした。しかし高義明は城の西門で叛乱者たちに殺され、栄毗もまた捕らえられた。楊諒の乱が平定されると、栄毗は解放されて治書侍御史となった。煬帝（楊広）は「今日のことは、馬坊あってのことである。きみは心を変えてはいけない」と言って、栄毗の硬骨ぶりを敬愛した。百官たちも栄毗をはばかって、栄毗が朝廷にいるだけで粛然とした。後に母の喪のため職を去った。1年あまりして、復帰した。まもなく在官のまま死去した。鴻臚少卿の位を追贈された。

## 伝記資料
- 『隋書』巻六十六 列伝第三十一
- 『北史』巻七十七 列伝第六十五